# L'ultimo nato
L'ultimo nato (The Ugly Little Boy, o Lastborn) è un racconto di fantascienza di Isaac Asimov pubblicato per la prima volta nel 1958 nel numero di settembre della rivista Galaxy Science Fiction.
Successivamente è stato incluso in varie antologie, tra cui Le migliori opere di fantascienza (The Best Science Fiction of Isaac Asimov) del 1986.
È stato pubblicato varie volte in italiano a partire dal 1958, anche con il titolo Il brutto ragazzetto.
La storia narra di un uomo di Neanderthal bambino che viene trasportato nel futuro attraverso un viaggio nel tempo. Robert Silverberg usò il racconto come base per il romanzo del 1991 Il figlio del tempo o Un bimbo arriva da lontano (Child of Time o The Ugly Little Boy).

## Trama
Un uomo di Neanderthal bambino viene trasportato al giorno d'oggi tramite esperimenti di viaggio nel tempo condotti dalla Stasis Inc. Il ragazzino non può essere spostato a causa della vasta perdita di energia e dei paradossi temporali che potrebbero scaturire e quindi viene impiegata una bambinaia, Edith Fellowes, per prendersene cura.
Inizialmente la donna prova repulsione per il suo aspetto, ma ben presto comincia a vederlo come figlio suo, impara a volergli bene e si accorge della sua intelligenza. Gli dà il nome di 'Timmie' e si sforza di fargli avere la migliore infanzia possibile nonostante le circostanze. Si infuria quando i giornali lo chiamano "ragazzo-scimmia". L'amore di Edith per Timmie la porta a un conflitto con il suo datore di lavoro, che vede il ragazzo più come un animale da laboratorio che come un essere umano.
Alla fine, il datore di lavoro di Edith arriva al punto in cui ha ricavato dal ragazzo tutte le conoscenze e la pubblicità che poteva ricavarne e che è ora di passare al prossimo progetto, che consiste nel portare ai giorni nostri un contadino del Medioevo. Questo implica che Timmie torni nel suo tempo. Miss Fellowes si oppone alla decisione, conscia che Timmie si è ormai adattato in parte alla vita moderna e che quindi potrebbe non sopravvivere nel suo mondo. Decide quindi di rapire Timmie ma il suo piano fallisce. Riuscirà comunque a non separarsi dal ragazzino.